# Algacir Guimarães
Algacir Bandeira Guimarães (Curitiba, 2 de janeiro de 1909 — São Paulo, 24 de setembro de 1988) foi um político brasileiro.
Foi governador do Paraná de 20 de novembro de 1965 a 31 de janeiro de 1966.

## Biografia
Formado em engenharia civil pela Universidade do Paraná (atual UFPR), na década de 1940 foi professor acadêmico e nos anos de 1950 trabalhou na Estrada de Ferro Santos-Jundiaí, como gerente de transporte e diretor de operações. Ainda no estado de São Paulo, foi membro do Conselho Nacional de Tarifas de Transportes e do Instituto Nacional Tecnológico de Pesquisas Econômicas. A convite do governador Ney Braga, retornou ao Paraná para assumir a Secretaria do Estado da Fazenda.
Com a renúncia de Braga ao governo estadual (para assumir o Ministério da Agricultura), foi eleito pela ALEP como governador para concluir o mandato.
Também exerceu o cargo de direção geral do Departamento Nacional de Estradas de Rodagem, a presidência do Banco do Estado do Paraná e na década de 1970, foi nomeado para o cargo de conselheiro do Tribunal de Contas do Paraná. Quando aposentou-se, retornou a São Paulo para dedicar-se como consultor em empresas de transporte ferroviário..
Faleceu em 24 de setembro de 1988, na capital paulista.